# Belorousskaïa (métro de Moscou, ligne Zamoskvorestkaïa)
Ne doit pas être confondu avec Belorousskaïa (métro de Moscou, ligne Koltsevaïa).
Belorousskaïa (en russe : Белору́сская et en anglais : Belorusskaya) est une station de la ligne Zamoskvoretskaïa (ligne 2 verte) du métro de Moscou. Elle est située sur le territoire du raïon Begovoï, en limite sud du district administratif nord de Moscou.
Elle est mise en service en 1938, lors de la création de la ligne 2 du métro. Elle est en correspondance directe avec la station Belorousskaïa (L5) desservie par la ligne 5 circulaire.

## Situation sur le réseau
Établie en souterrain, à 33 mètres sous le niveau du sol, la station de passage Belorousskaïa est située au point 23+78 de la ligne Zamoskvoretskaïa (ligne 2 verte), entre les stations, Dinamo (en direction de Khovrino) et Maïakovskaïa (en direction de Alma-Atinskaïa).

## Histoire
La station Belorousskaïa est mise en service le 11 septembre 1938, lors de l'ouverture à l'exploitation de la section de Sokol à Teatralnaïa qui forme la deuxième ligne du métro de Moscou.

## Services aux voyageurs

### Desserte
Belorousskaïa est desservie par les rames de la ligne Zamoskvoretskaïa (ligne 2 verte).

Installations et desserte
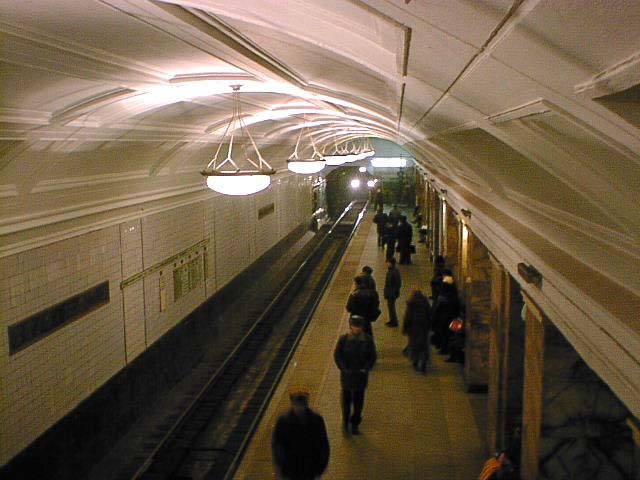
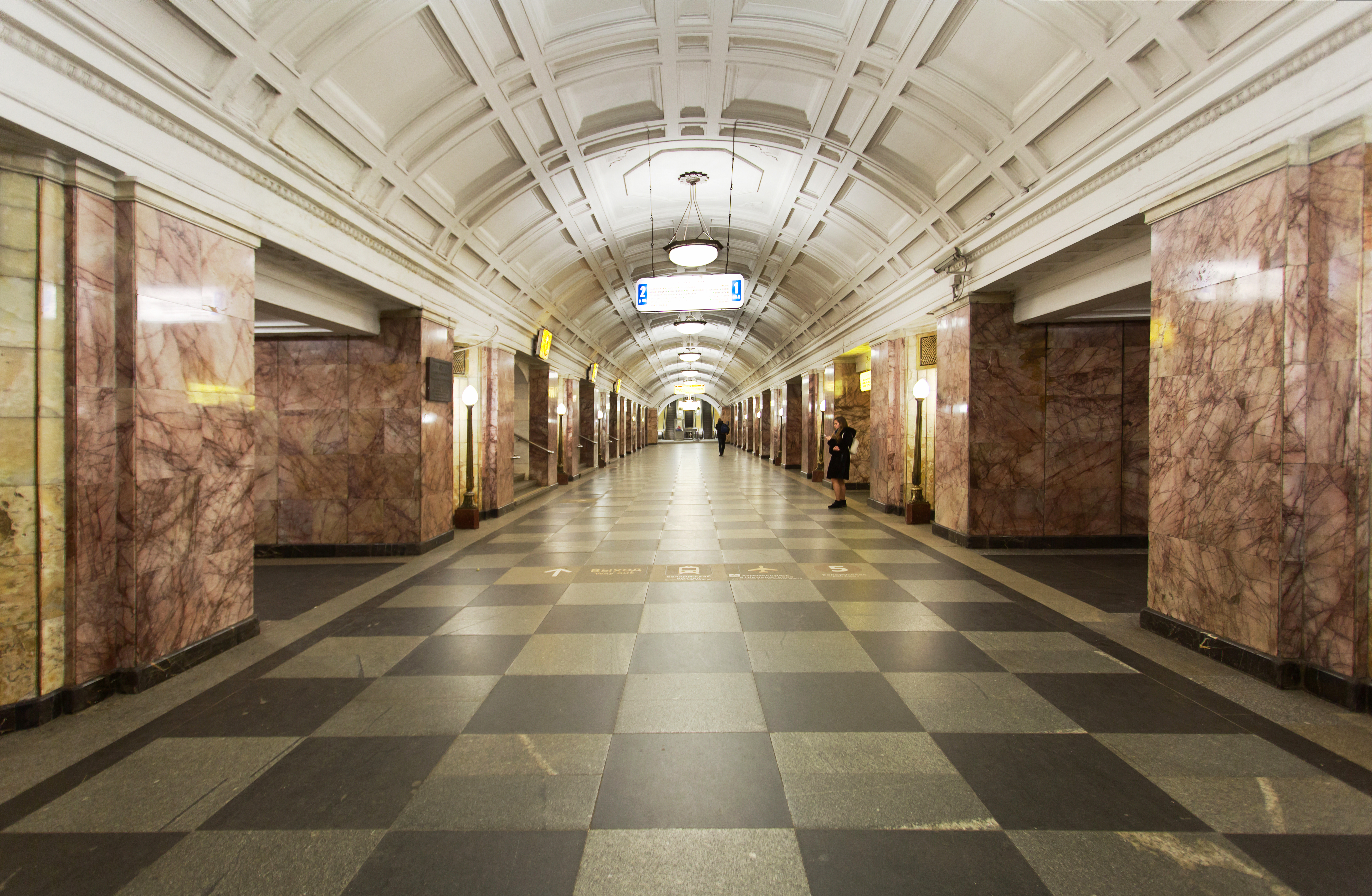
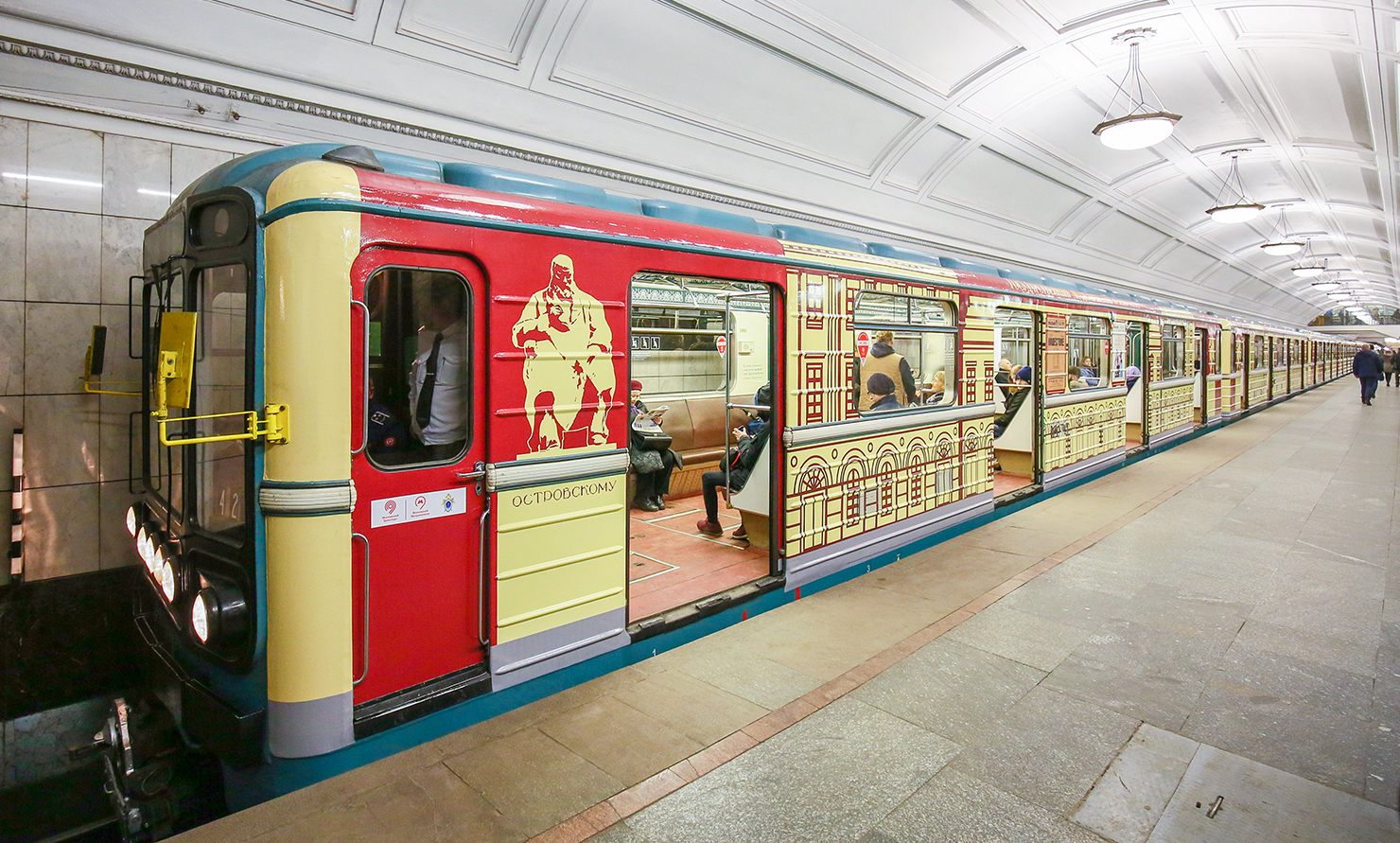